# Лаура Дреже
Лаура Дреже (латв.  Laura Dreiže) – латвійська письменниця, перекладачка, представляє латвійську дитячу літературу у жанрі фентезі. 

## Біографія

### Ранні роки та навчання
Народилася 12 червня 1990 року у Ризі. Після закінчення у 2009 році Ризького французького ліцею, з 2009 по 2013 роки навчалася у Латвійському університеті за спеціальностями «Французька філологія» та «Романська мова та культура».
З 2011 по 2020 роки працювала на різних посадах у видавництві «Zvaigzne ABC». 

### Літературна діяльність
Перші оригінальні твори були написані Л. Дреже в одинадцятирічному віці під впливом «Володаря перснів».
Перша книга «Пісня Дракона», яка була написана авторкою під час навчання у школі, перемогла у конкурсі дитячої та юнацької літератури «Зіркова книга», організованому видавництвом «Zvaigzne ABC» та була опублікована у 2010 році. В подальшому Л. Дреже двічі перемагала у даному конкурсі. 
Серед її творчого доробку книги «Пісня Дракона»  (2009); «Незавершений поцілунок» (2010); «Моніторинг щастя» (2011); «Соловейко» (2012); «Танець зі смертю» (2015); «Під штучними зірками» (2015); «Уламки неба» (2015); «Так казала мама-гуска» (2017; книга була включена до програми популяризації читання «Журі дітей, молоді та батьків»); «Танцівниця» (2022).
Також Л. Дреже відома перекладами творів іноземних авторів, серед яких «Гаррі Поттер. Чаклунський альманах» Дж. Роулінг, «Пакс. Мандрівка додому» С. Пенніпакер, «Дивергент» В. Рот, «Елеонора та Парк» Р. Равелл.

## Оцінка творчості
За словами літературознавця Ґунтіса Береліса, «Лаура Дреже втілила в життя жанр фентезі, якого ніколи не існувало в латвійській літературі…».

## Нагороди
Спеціальний приз журі Щорічної Латвійської літературної премії, 2011.